# Tumpalia yurriyappa
Tumpalia yurriyappa är en insektsart som beskrevs av Otte, D. och R.D. Alexander 1983. Tumpalia yurriyappa ingår i släktet Tumpalia och familjen syrsor. Inga underarter finns listade i Catalogue of Life.